# Ptaszków
Ptaszków je vesnice, která se nachází v obci Kamienna Góra v polském Dolnoslezském vojvodství. Ptaszków se rozkládá při silnici číslo 5 a na východ od ní na severním okraji Kamienné Góry. Západní okraj vesnice tvoří řeka Bóbr.

## Gallerie

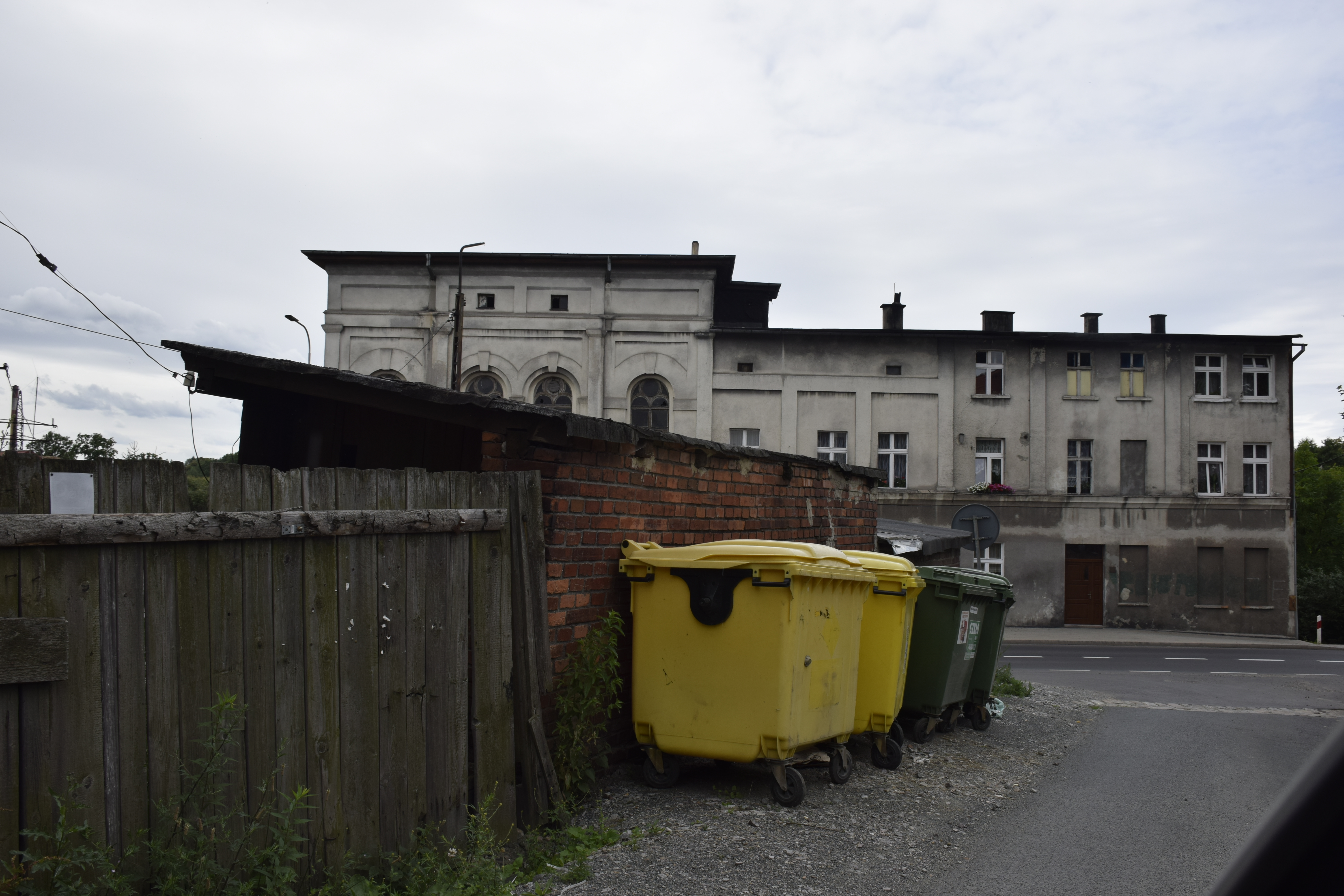
Hospodářský objekt
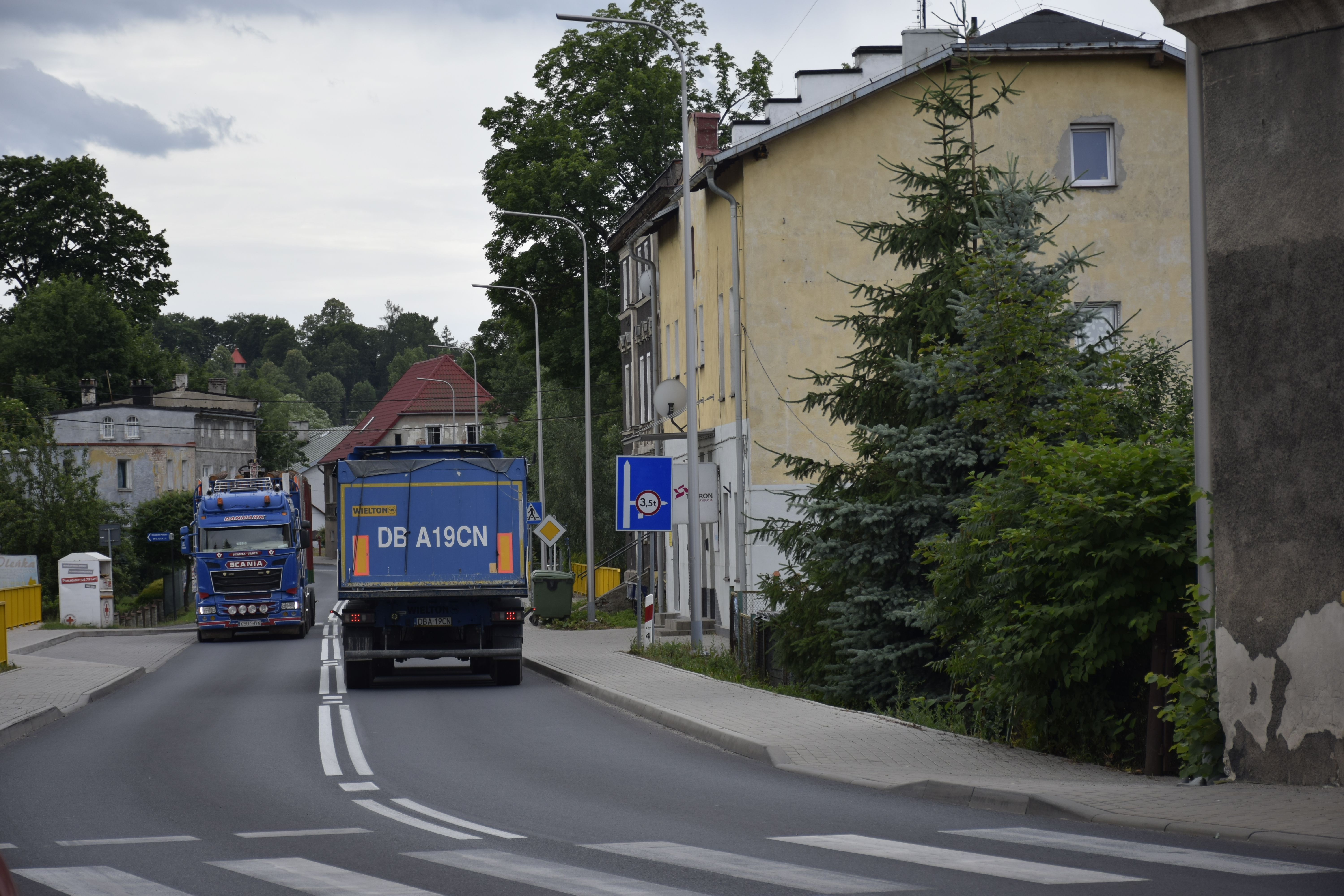
Hlavní silnice s kamiony
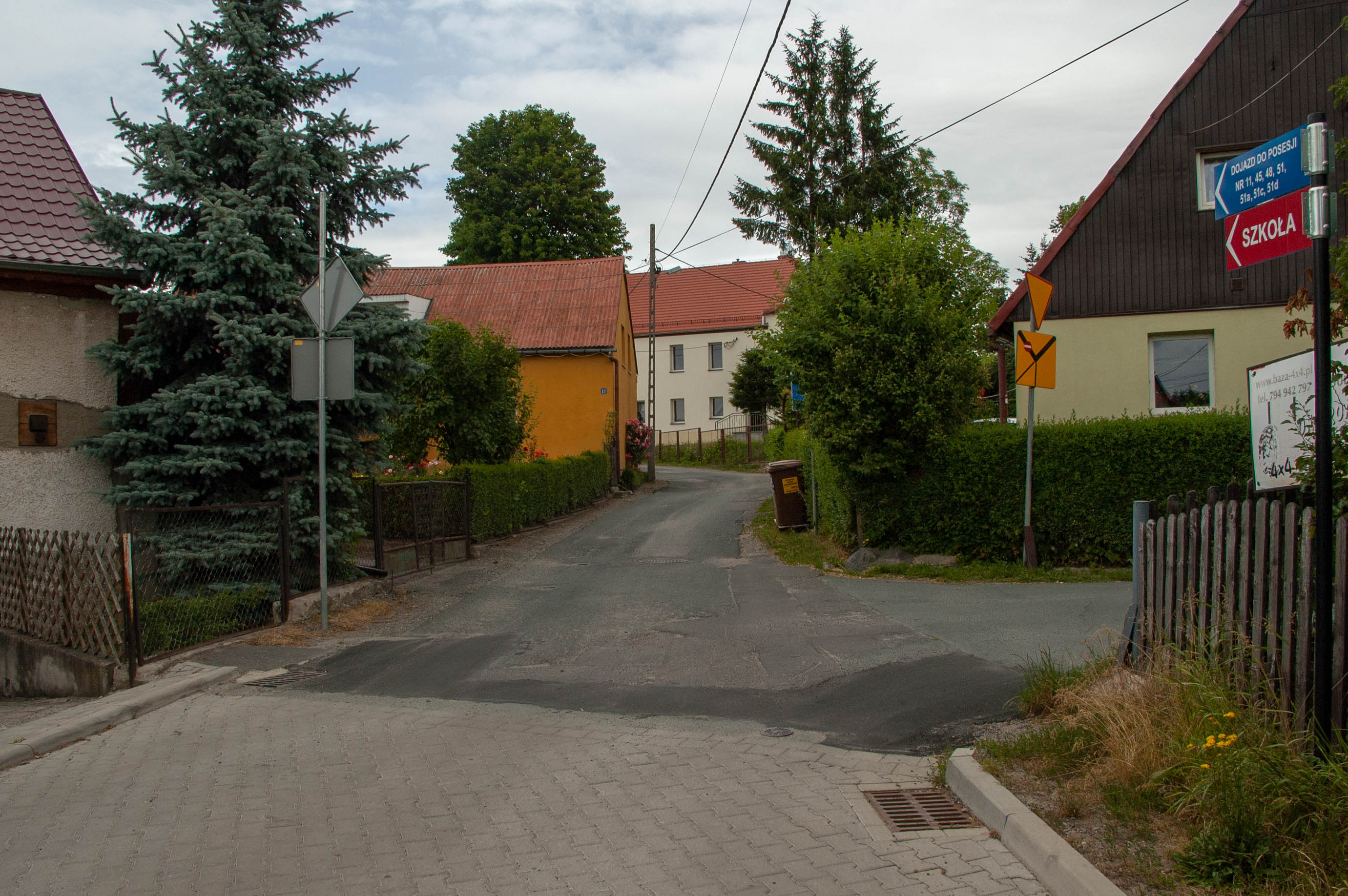
Cesty mezi domy
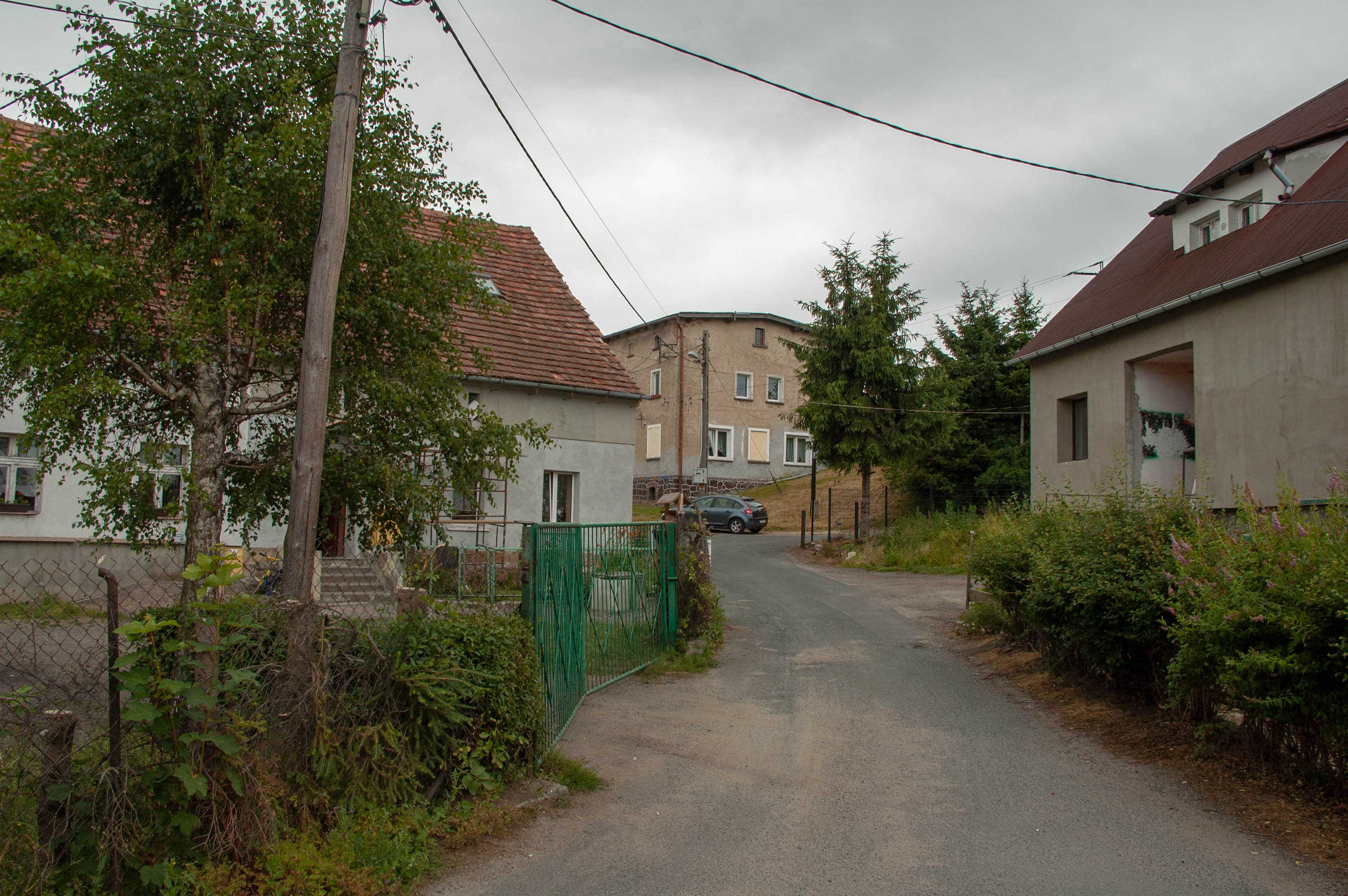
Silnice